# Euproctis anisozyga
Euproctis anisozyga är en fjärilsart som beskrevs av Collenette 1955. Euproctis anisozyga ingår i släktet Euproctis och familjen tofsspinnare. Inga underarter finns listade i Catalogue of Life.